# Perettiïta-(Y)
La perettiïta-(Y) és un mineral de la classe dels silicats. Rep el nom del Dr. Adolf Peretti, descobridor del mineral.

## Característiques
La perettiïta-(Y) és un silicat de fórmula química Y₂Mn₄FeSi₂B₈O24. Va ser aprovada com a espècie vàlida per l'Associació Mineralògica Internacional l'any 2015. Cristal·litza en el sistema ortoròmbic. La seva duresa a l'escala de Mohs és 7.
L'exemplar que va servir per a determinar l'espècie, el que es coneix com a material tipus, es troba conservat a les col·leccions del Museu d'Història Natural de Berna (Suïssa), amb el número de catàleg: nmbe-43035.

## Formació i jaciments
Va ser descoberta a la mina Phenakite, situada a Khetchel, dins el municipi de Momeik (Estat Shan, Myanmar), on es troba en forma d'agulles grogues dins de cristalls de fenacita. Aquest indret és l'únic a tot el planeta on ha estat descrita aquesta espècie mineral.